# Achryson undulatum
Achryson undulatum es una especie de escarabajo longicornio de la subfamilia Cerambycinae, tribu Achrysonini. Fue descrita científicamente por Burmeister en 1865.
Se distribuye por Argentina, Brasil, Paraguay y Uruguay. Mide aproximadamente 11-25 milímetros de longitud. El período de vuelo de esta especie ocurre en todos los meses del año excepto en julio.